# Beata Grigorjevna Voronovová
Beata Grigorjevna Voronovová (rusky Беата Григорьевна Воронова; 8. listopadu 1926 Moskva – 12. ledna 2017 Moskva) byla ruská historička umění, japanoložka, vědecká pracovnice Puškinova muzea.

## Život
V roce 1945 nastoupila na fakultu historie Moskevské státní univerzity. Po absolvování v roce 1950 se stala výzkumnou pracovnicí Puškinova muzea, do důchodu odešla v roce 2008. V roce 1965 obhájila práci Kacušika Hokusai - grafika.
Ve své vědecké práci se zabývala japonskou malbou a rytinou a Japonsko také opakovaně navštívila. V letech 1977 a 1984 navštívila Českou republiku, kde přednášela v Praze.
Jejím manželem byl Nikita Voronov (1924–2002), historik umění.